# 나이트클럽

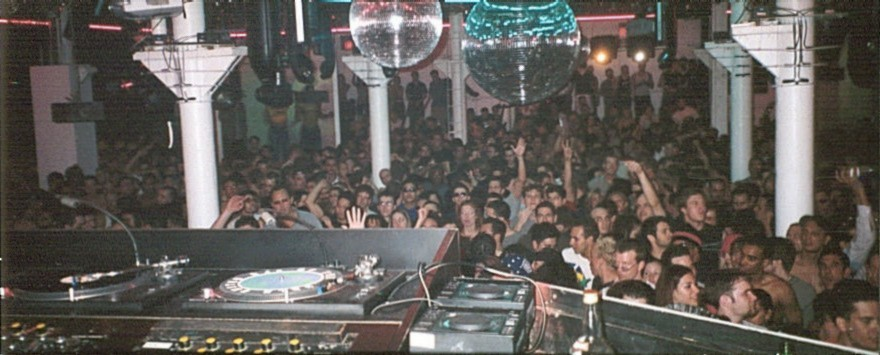
미국, 뉴욕 시에 있는 한 나이트클럽의 모습.

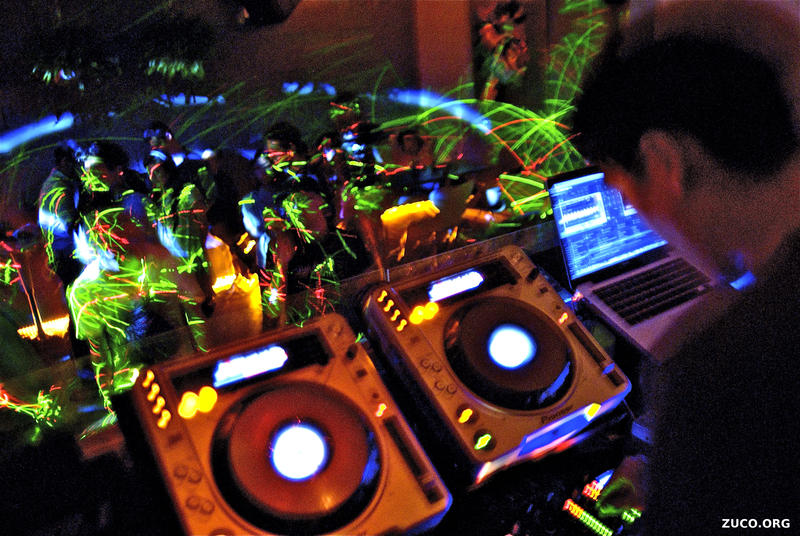
일본, 도쿄에 있는 한 나이트클럽의 DJ 부스.

나이트클럽(영어: nightclub) 또는 디스코텍(영어: discothèque)은 보통 밤 늦게 운영하는 유흥 업소로서 많은 사람들이 모여 동시에 춤을 출 수 있는 넓은 무대, 술 • 음료를 마시며 대화를 나눌 수 있는 테이블 (Table) • 바 (Bar) • 방 (Room) 등의 공간, 그리고 무대 음악을 담당하면서 때론 쇼를 진행하기도 하는 DJ 부스, 음악가들이 공연할 수 있는 작은 규모의 무대 시설 등으로 구성된 장소이다.

## 나이트클럽의 유형
대다수의 일반적인 나이트클럽은 20~30대 젊은이들이 주로 찾는 곳으로서 테크노, 하우스, 트랜스 등의 전자 댄스 음악에 헤비 메탈, 개러지 록, 전자 록, 힙합, 댄스홀 등의 장르를 선곡하며, 전체적으로 어두운 조명에 미러 볼, 레이저 등의 조명 효과로 무대를 꾸미는 식의 클럽이다.

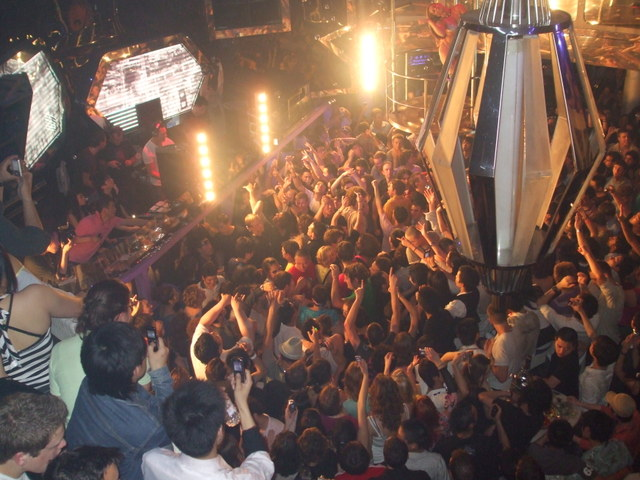
중국, 베이징에 있는 한 나이트클럽의 모습.

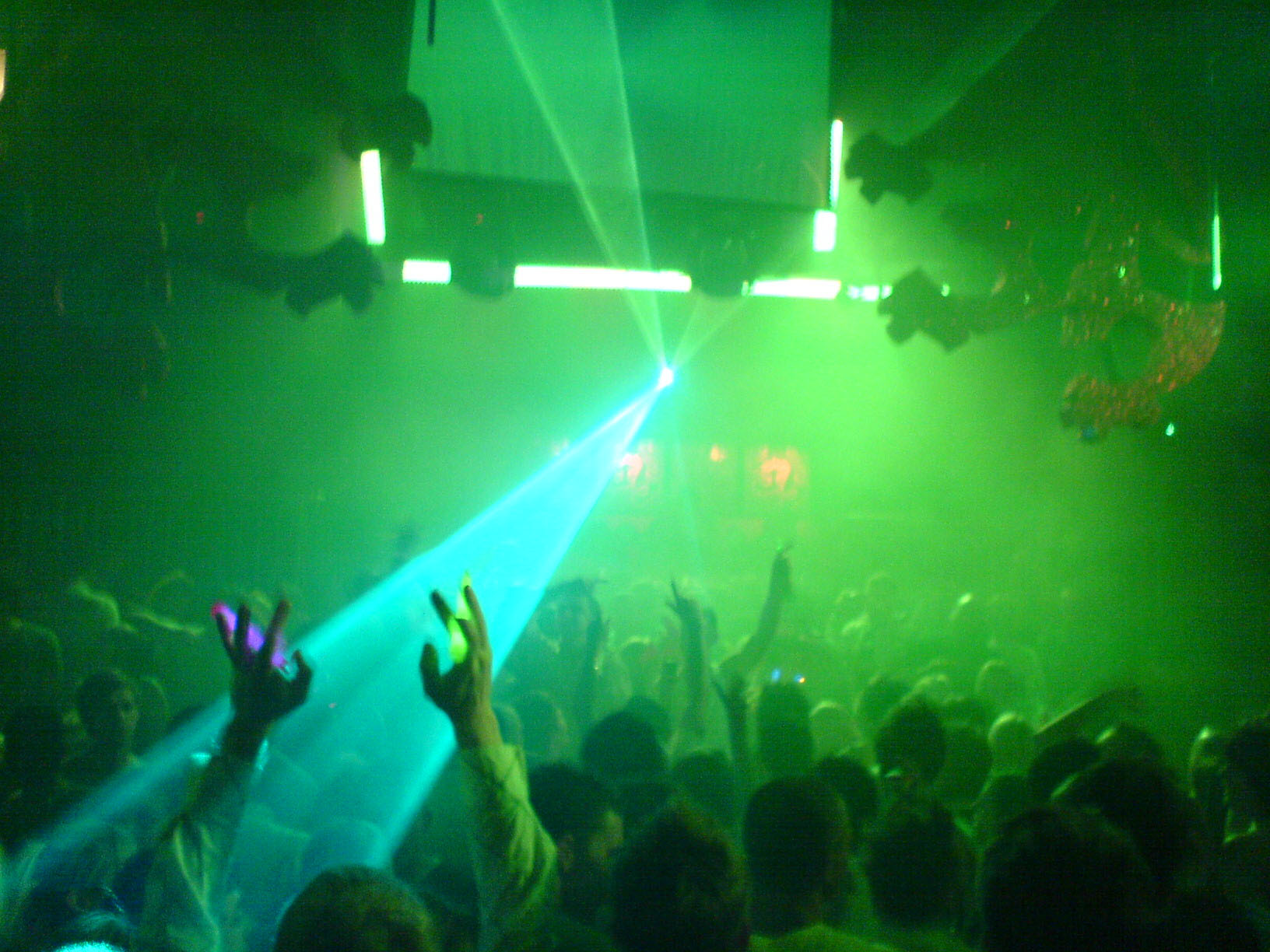
영국에 있는 한 나이트클럽에서 레이저로 조명 효과를 내는 모습.

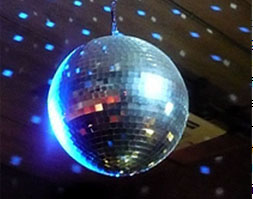
나이트클럽의 조명 장치 중 하나인 미러 볼

나이트클럽은 각 시대별로 그 시대에 유행한 음악에 따라 클럽 분위기도 변화를 겪었는데, 1950~60년대에는 로큰롤 클럽, 70~80년대에는 디스코텍, 그리고 1990년대 말부턴 록, 힙합, 테크노 등 다양한 장르를 수용하고자 각 장르마다 특화되고 전문화된 클럽들이 개별적으로 생겨 나기 시작했다.

### 무알코올 나이트클럽
흔히 술을 판매하는 나이트클럽과 달리 특별히 알코올이 들어간 술을 판매하지 않음으로써 비교적 건전하게 즐길 수 있도록 만든 클럽이다.
- 콜라텍
  - 1990년대 대한민국에서 유행했던 무알코올 나이트클럽으로서 "콜라텍"이란 이름은 술 대신 콜라를 음료로 판매한다는 것에서 따온 이름이다. 성인들이 가는 나이트클럽 외에 청소년들이 건전하게 즐길 수 있도록 한다는 취지였으나 추후 부작용이 많아짐으로써 2000년대 들어 그 수가 점차 감소하였다.[8][9]

### 성인 나이트클럽
대한민국에 있는 나이트클럽의 한 유형으로서 40~50대 중년이 주로 찾는 곳이며, 강렬한 음악보다는 댄스 풍의 트로트 음악과 블루스 타임에 사용되는 감미롭고 느린 템포의 곡이 선곡되는 분위기의 나이트클럽이다. 여기에 러시아 출신의 여성 댄서들이 무대를 꾸미는 나이트클럽들도 종종 생겼다. 올바른 표현은 아니나 흔히 관용적으로 "캬바레 (Cabaret)"라 불리기도 한다.

### LGBT 나이트클럽
게이, 레즈비언, 트랜스젠더들을 위한 나이트클럽도 있다.

## 대한민국의 부킹 문화
대한민국의 나이트클럽에는 "즉석 만남", 이른바 "부킹"이라 불리는 문화가 있다. 클럽 종업원이 여자 손님들을 데리고서 남자 손님들의 테이블, 또는 방 안으로 와 낯선 이성 간의 만남을 주선하는 관습이다.

## 같이 보기
- 스트립 클럽
- 클럽 (공연)(라이브 클럽)
- 클립 조인트(영어판)
- 치앙마이 클럽